# Shiori Yamao

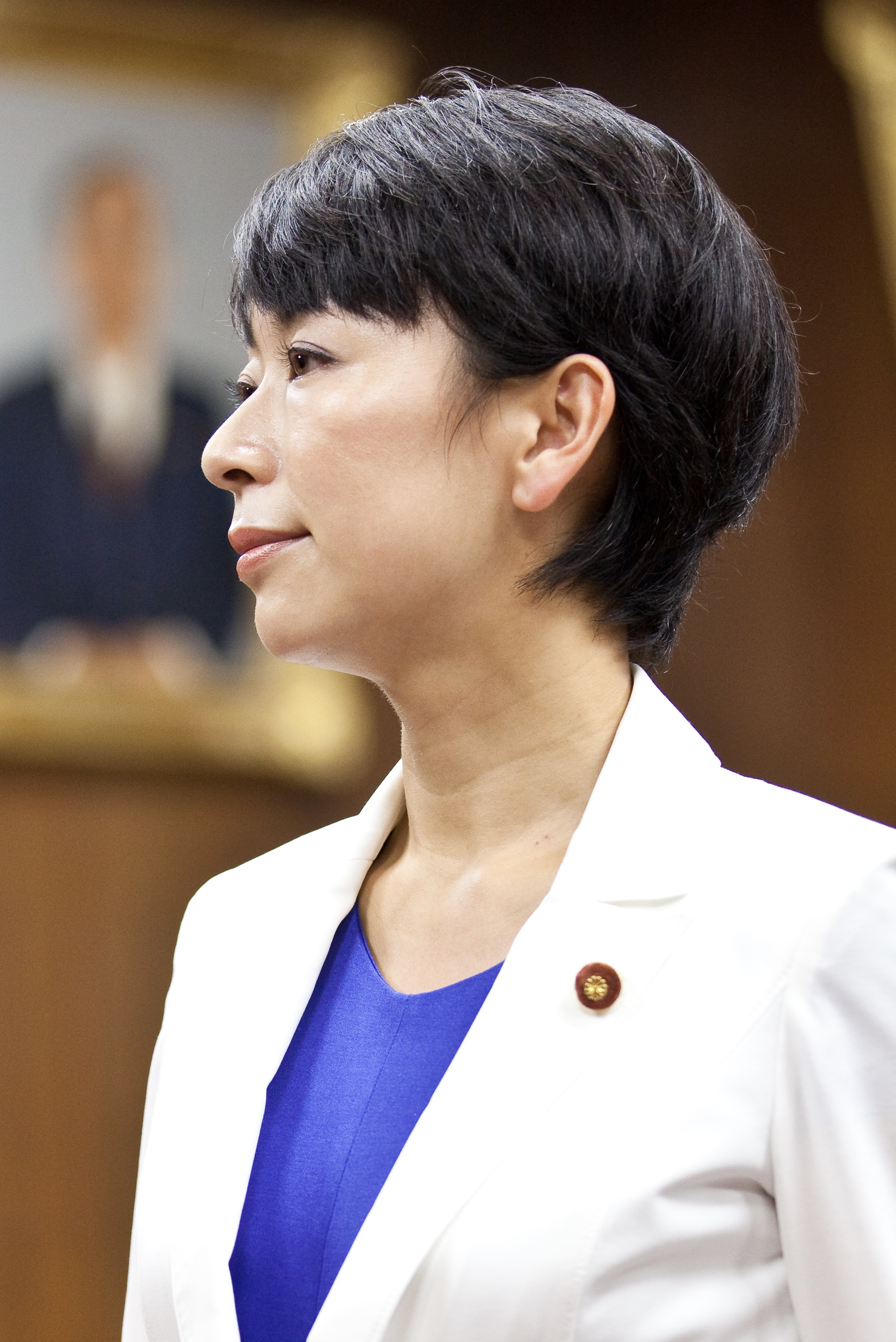
Shiori Yamao (2012)

Shiori Yamao (jap. 山尾 志桜里 Yamao Shiori, eigentlich vor und nach ihrer Ehe 菅野 志桜里 Kanno Shiori; * 24. Juli 1974 in Sendai, Präfektur Miyagi) ist eine japanische Politikerin (DPJ→DFP→parteilos→KDP→parteilos→DVP) und war von 2009 bis 2012 und von 2014 bis 2021 Abgeordnete im Shūgiin, dem Unterhaus des nationalen Parlaments, für den Wahlkreis Aichi 7. Von März bis September 2016 war sie PARC-Vorsitzende der Demokratischen Fortschrittspartei.

## Leben
Shiori Yamao wurde am 24. Juli 1974 in Sendai geboren und studierte bis 1999 an der rechtswissenschaftlichen Fakultät der Universität Tokio. 2002 bestand sie die erste und 2004 die zweite juristische Prüfung und ist seither als Amtsanwältin registriert. Anschließend war sie in dieser Funktion in der Bezirksstaatsanwaltschaft Tokio (東京地方検察庁, Tōkyō chihō kensatsuchō) und der Bezirksstaatsanwaltschaft Chiba (千葉地方検察庁, Chiba chihō kensatsuchō) tätig. 2006 wechselte sie zur Bezirksstaatsanwaltschaft Nagoya (名古屋地方検察庁, Nagoya chihō kensatsuchō).
In die Politik wechselte Yamao 2007, als die oppositionelle Demokratische Partei (DPJ) einen Kandidaten für den Wahlkreis Aichi 7 suchte. Sie bewarb sich bei der Ausschreibung und wurde im Dezember des Jahres zur DPJ-Kandidatin des Wahlkreises ernannt. Bei der Unterhauswahl 2009, nach der die DPJ erstmals die Regierung übernahm, setzte sie sich mit 61,1 % gegen den LDP-Mandatsinhaber Junji Suzuki (36,5 %) und eine Kōfuku-jitsugen-tō-Kandidatin durch und zog ins Unterhaus ein. 2012 verlor sie den Wahlkreis an Suzuki (Suzuki 42,8 %; Yamao 35,9 %) und schied aus dem Unterhaus aus, bis sie sich bei der Wahl 2014 mit 46,6 % knapp gegen Suzuki (44,4 %) und einen KPJ-Kandidaten durchsetzte und ins Parlament zurückkehrte.
Im März 2016 schloss sie sich der aus der Fusion von DPJ und Ishin no Tō entstandenen Demokratischen Fortschrittspartei (DFP) an und wurde zur Vorsitzenden des politischen Forschungsrates ernannt. Nach der Wahl von Seiji Maehara zum Parteivorsitzenden im September 2017 war Yamao zunächst als Generalsekretärin im Gespräch gewesen, nach innerparteilicher Ablehnung aufgrund der relativ geringen politischen Erfahrung Yamaos ernannte Maehara jedoch Atsushi Ōshima zum Generalsekretär. Kurz darauf berichtete das Shūkanbunshun von einer mutmaßlichen Affäre Yamaos mit einem Anwalt, woraufhin sie ihren Parteiaustritt ankündigte; den Vorwurf leugnete sie.
Bei der Unterhauswahl im Oktober 2017 trat sie als Unabhängige in ihrem Wahlkreis an und wurde mit einem Vorsprung von 834 Stimmen gegen Suzuki wiedergewählt. Die Partei der Hoffnung, für die ein Großteil der bisherigen DFP-Mitglieder antrat, und die KPJ hatten in diesem Wahlkreis auf eigene Kandidaten verzichtet. Nach der Wahl schloss sich Yamao der Fraktion der Konstitutionell-Demokratischen Partei (KDP) an und trat der Partei im Dezember des Jahres bei. Im März 2020 verließ sie die KDP wieder, nachdem diese im Parlament für einen von der Regierung erarbeiteten Vorschlag für eine Änderung des „Sondermaßnahmengesetzes gegen die Neue Grippe“ (新型インフルエンザ等対策特別措置法, Shingata infuruenza-tō taisaku tokubetsu sochi-hō) zur Anwendung gegen die COVID-19-Pandemie in Japan gestimmt hatte. Yamao kritisierte die undurchsichtige Diskussionskultur innerhalb der KDP und gab bekannt, als Unabhängige weiterhin der Gemeinschaftsfraktion von KDP, Demokratischer Volkspartei (DVP) und Sozialdemokratischer Partei (SDP) anzugehören. Mitte Juni 2020 reichte Yamao bei der DVP ein Parteieintrittsgesuch ein, das am 8. Juli genehmigt wurde.
Bei der Unterhauswahl 2021 trat Yamao nicht mehr an. Den Wahlkreis Aichi 7 gewann Junji Suzuki für die LDP.